# Нова Книга
«Нова Книга» — українське видавництво, засноване в 2000 році, головний офіс розташований у м. Вінниця.

## Про видавництво
Засновник та керівник видавництва, Віктор Вікторович Георгієв, свого часу навчався у Вінницькому державному педагогічному інституті, багато років займався книжковою торгівлею. Це припало на важкі 1990-ті роки, коли радянська книготорговельна мережа була знищена, нова творилася анархічно і поволі, а проблема забезпечення читача книгою залишалася відкритою. Крім того, студентське суспільство бажало нового рівня якості літератури, зокрема навчальної. Шлях до вирішення проблем лежав у створенні власного видавництва, першочерговим завданням якого стане виробництво навчальної літератури, що відповідатиме сучасним вимогам.
Першим автором видавництва «Нова Книга» стала доктор філологічних наук, професор Одеського національного університету ім. Мечнікова Валерія Андріївна Кухаренко. Нею до друку був запропонований підручник для студентів факультетів іноземних мов «Практикум зі стилістики англійської мови». З того часу видавництвом підготовлено до друку понад 550 назв видань, з яких приблизно половину видавці вважають своїми самостійними проектами, які пройшли тут повний видавничий цикл і в які було вкладено власні кошти. Сьогодні «Нова Книга» — це одне з небагатьох українських видавництв, яке дозволяє собі працювати з авторами за пристойні гонорари.
Географія авторського колективу охоплює всі регіони країни. Віддаленість автора не є перепоною для вдалої реалізації проекту. Львів і Донецьк, Суми і Одеса, Київ і Харків, Кам'янець-Подільський і Горлівка представляють сучасну українську наукову еліту. У пошуку перспективних видань зроблено спробу міжнародної співпраці: у 2003 році вийшов «Німецько-англійсько-російсько-український тлумачний словник з економіки», підготовлений Ґербертом Штрьобелем, професором Університету Вайнштефен (Німеччина), та Л. О. Хоменко, доцентом кафедри німецької і французької мов Національного аграрного університету України. Рік затим, у 2004, вийшов з друку підручник «Імунологія» за редакцією професора Марека Якобисяка, у перекладі з польської професора В. В. Чоп'як (Львівський національний медичний університет ім. Д. Галицького). Підручник вважається одним з найкращих у Європі і отримав відповідну оцінку українських фахівців. Спільними зусиллями американських лікарів і видавництва світ побачив книгу «Дитяча нефрологія»; за допомогою німецьких викладачів був зроблений аудіододаток до книги «Вступний курс німецької мови».
Стратегічним напрямком видавничої політики видавництва є випуск навчальної літератури. Особлива увага приділяється таким спеціалізаціям, як медична література та іноземні мови.
Медичними навчальними виданнями забезпечуються основні медичні спеціальності «лікувальна справа», «стоматологія» та «фармація». Однією з відмінних рис є їх художнє оформлення. В. В. Георгієв поставив за мету якісне ілюстрування подібної літератури. Видавництво самостійно готує як схематичні ілюстрації, так і кольорові фотографії. Професійною його гордістю, наприклад, є підручники «Фармацевтична ботаніка» (2007) за редакцією А. Г. Сербіна, Л. М. Сірої та «Медична біологія» (2004) за загальною редакцією В. П. Пішака, Ю. І. Бажори. Щодо «Медичної біології»: сьогодні вже повністю реалізовано чималий для України наклад у 10 тисяч примірників, авторський колектив книги отримав Державну премію України в галузі науки і техніки 2007 року.
Випуск літератури іноземними мовами зорієнтований у першу чергу на студентів вищої школи та перекладачів. Пріоритетними є англійська та німецька, а також французька та іспанська. Друкуються підручники, навчальні посібники, книги для читання. Окремі видання супроводжуються аудіокасетами та CD. Із 2003 року почався «словниковий» напрямок діяльності. Серед оприлюднених уже словників особливе місце посідає «Англо-український словник» за ред. Є. І. Гороть. Вперше в українській лексикографії було підготовлено словник, що охоплює понад 100 тис. слів з широким спектром варіантів перекладу (до 350 тис.). У перспективі -створення зворотного українсько-англійського словника, німецько-українського та українсько-німецького словників.
У 2004—2005 роках була започаткована серія Dictum Factum, що є спільним проектом двох університетів — Київського національного університету ім. Тараса Шевченка і Харківського національного університету ім. В. Н. Каразіна. Всі підручники і посібники цієї серії спрямовані на підготовку висококваліфікованих перекладачів і філологів. Рівень матеріалу і методика його подання відповідають вимогам європейської і світової спільноти.
У 2008 році розпочався новий спільний великий проект між видавництвом «Нова Книга» і університетом міста Ґеттінгена (Göttingen), Німеччина зі створення серії підручників з німецької мови для підготовки перекладачів і філологів.
Асортимент книг видавництва з іноземних мов може задовольнити потребу майже з усіх напрямків вивчення і дослідження мов, але колектив не збирається зупинятися на досягнутому і планує збільшувати кількість і покращувати якість пропонованої літератури.
Книговидавничий асортимент «Нової Книги» не обмежується тільки цими змістовними напрямками. До його складу входить також природнича, економічна, технічна та сільськогосподарська література.
Разом з тим керівництво видавництва не хоче залишатися осторонь соціально значимих проектів, що не можуть мати комерційного успіху, але здійснення яких вважається з різних причин корисним. Ще одним тематичним напрямком діяльності є «Культура і мистецтво», яке оформилося з приходом у видавництво у 2004 році Колесник Євгенії Дмитрівни, музиканта за освітою. Завдяки її досвіду та інтересам, родзинкою видавничої діяльності став випуск нотної літератури. Економічна ситуація у пострадянській Україні з паралельною комп'ютеризацією музичної творчості призвели до значного зниження культури випуску нотних друків. Завдяки співпраці з вінницьким музикантом М. М. Юхновським, який взяв на себе редакторську роботу, світ побачило вже 50 нотних видань, серед яких не тільки класичні твори, а й твори наших сучасників, наприклад, «Три п'єси у романтичному стилі. Марш диваків» В. Л. Годзяцького, який у 60-х роках ХХ ст. жив і працював у Вінниці. Чималий інтерес представляє збірка «Твори сучасних композиторів для фортепіано», що вперше у друкованому вигляді подає творчість відомого українського музиканта, професора Київської консерваторії І. Гусєва та молодого кримського композитора Р. Рамазанова. Нещодавно було видано книгу професора Вінницького державного педагогічного університету ім. М. Коцюбинського А. Завальнюка «Микола Леонтович. Листи, документи, духовні твори», де вперше після смерті композитора були оприлюднені його духовні твори.
Ще одним підтвердженням небайдужого ставлення працівників видавництва до книги є наявність супровідного матеріалу. Як не згадати, що до друкованих нот вокального циклу братів Сініциних на вірші Ліни Костенко додано CD. Музично-етнографічне дослідження відомого українського фольклориста-музикознавця А. І. Іваницького «Історична Хотинщина» містить текстове та нотне відтворення фольклорних записів, науковий коментар автора, а також супроводжується електронними записами на CD. Ще три книги видавництва мають подібний додаток. А от до навчального посібника з хореографії Є. В. Зайцева та Ю. В. Колесниченко додано ноти хореографічних композицій для баяна або фортепіано.
У контексті цього напрямку діяльності видавництво виконує замовлення Державного методичного центру навчальних закладів культури і мистецтв України Міністерства культури і туризму України. Результатом співпраці став випуск понад 150 методичних посібників, призначених для музичних навчальних закладів.
Сьогоднішня видавнича продукція «Нової Книги» — це результат діяльності колективу з 25 працівників, серед яких редакторський і технічний персонал, менеджери та економісти. Основні напрямки роботи очолюють кваліфіковані працівники з високим творчим потенціалом: Оксана Григорівна Павлюк, Сергій Миколайович Касіренко, Сергій Олегович Кадинський, Сергій Іванович Мазур, Олександр Васильович Марчук, Людмила Василівна Кузьмич, Олена Валеріївна Березова, Віталій Володимирович Кіт, Остап Зіновійович Іванишин. До співпраці з видавництвом активно залучаються зовнішні консультанти. Роботи з редагування проводяться за участю фахівців, які є спеціалістами у відповідних галузях.
Сучасний щоденний прайс-лист видавництва — це понад 200 позицій, серед яких література з іноземних мов становить 90 назв, медична література — 60 назв. Останні роки видавництво щороку випускає понад 50 нових видань. Його торговельний обіг становить майже 3 млн грн., а це понад 140 000 книг щорічно. В його портфелі вже є досвід підготовки перевидань понад десятка книг, зокрема вчетверте вже виходить друком підручник «Теорія і практика перекладу» Корунця Ілька Вакуловича — професора, доктора філологічних наук, викладача Київського національного лінгвістичного університету. Особливої уваги заслуговують розміри середніх накладів видань — до 2-3 тис. примірників, хоча такі навчальні посібники, як «Анатомія людини» А. С. Головацького та ін., «Фармацевтична ботаніка» за ред. Л. М. Сірої, «Гігієна та екологія» за ред. В. Г. Бардова, виходили друком у 4 тис. примірників, а «Аптечна технологія ліків» О. І. Тихонова, Т. Г. Ярних — у 5 тис.
Можливо, причиною вдалої комерційної діяльності видавництва є не тільки серйозне ставлення до формування асортименту видавничої продукції, а й систематичне комплексне її просування до читачів. Видавництво активно працює зі своєю цільовою аудиторією. Щороку на теренах України для потенційних користувачів проводиться до 20 читацьких конференцій та презентацій, на які запрошуються автори, зацікавлені фахівці, студенти. Працівники видавництва обов'язково відвідують Всеукраїнські книжкові ярмарки у Львові, Києві та Харкові. Ступінь довіри до видавничої політики «Нової Книги» наглядно демонструють бібліотеки вищих медичних навчальних закладів країни, формуючи попередні замовлення ще до появи накладу.
Якісно виконати задум видавців допомагають поліграфісти. «Нова Книга» активно співпрацює з ВАТ «Вінницька обласна друкарня», ДП «Державна картографічна фабрика» (м. Вінниця), приватними друкарнями «Едельвейс і К» (м. Вінниця), «Коло» (м. Дрогобич).
Місія видавництва полягає у наданні клієнтам якісної літератури. Причому це стосується не лише поліграфічної якості виконання книги, а й її змісту, адже видавництво несе відповідальність за кожну з випущених книжок. З його допомогою професіонали можуть повніше реалізувати свої прагнення і відкрити свій потенціал. Бажання колективу — зберігати і примножувати багатство мов для наступних поколінь. Принципи видавництва: участь у розбудові культури, задоволення від роботи і радість творчості, невпинна праця над собою, поліпшення добробуту працівників, терпимість і доброзичливість. Іншими словами, робота команди містить у собі все — вона є основою для існування, обов'язком і служінням.
Видавництво та його працівники не збираються зупинятися на досягнутому. У сьогоднішніх планах чимало перспективних проектів: будуть розширюватися старі тематичні напрямки друку, з'являтися нові. Особливо приємно очікувати краєзнавчі видання. Додатковим свідченням постійних пошуків є постійна зміна шрифтових логотипів фірми. А з 2006 року книги вже виходять із художнім логотипом у нижній частині корінця палітурки. Дизайнер скомпонував в єдину композицію фігуру архангела Гавриїла зі шрифтовим логотипом видавництва NpK. Цей символ уже впізнають читачі, які прагнуть отримати від «Нової Книги» нових знань.